# Classe Rauma
La classe  Rauma est une classe de quatre  navires d'attaque rapide lance-missiles construits par le Chantier naval de Rauma pour la marine finlandaise au début des années 1990. Destinés à la défense côtière, ils sont légers, rapides, agiles et adaptés à la topographie de la Baltique, ils peuvent opérer en coordination avec d'autres unités à terre ou en mer. Polyvalents, ils sont bien armés pour leur taille et peuvent assurer des missions de lutte antiaérienne (aéronefs et missiles), de lutte anti-sous-marine, de combat de surface et de mouillage de mines.

## Structure et propulsion
Les navires ont une structure en aluminium. La transmission des navires a été mise en œuvre avec une propulsion maritime à réaction : 2 Hydrojet motorisés par 2 moteurs diesels MTU de 6600 kW chacun (soit cv), offrant une vitesse maximale de 34 nœuds, grâce à laquelle les navires ont une bonne maniabilité et sont capables d'opérer dans des eaux très peu profondes. Les navires ont été conçus pour réduire leurs niveaux magnétiques, thermiques, radar et sonores.

## Armement
L'arme principale du navire est constituée de six missiles antinaviress RBS-15 de fabrication suédoise Saab. En tant qu'arme d'autodéfense, le navire dispose d'un canon anti-aérien Bofors 40 mm et de deux mitrailleuses lourdes anti-aériennes NSV de 12.7 mm et une petite embarcation semi-rigide peut être mise à l'eau depuis le pont arrière. Pour la recherche de sous-marins, le navire est équipé d'un échosondeur submersible et les armes anti-sous-marines sont des bombes de profondeur et 2 mortiers anti-sous-marins suédois Elma ASW-600. 
Avant la modernisation de la classe Rauma, les navires étaient équipés de missiles antiaériens français Matra Mistral. Après la modernisation, les navires n'auront plus du tout de missiles anti-aériens. L'autoprotection est assurée par un système de lancement de leurres Rheinmetall MASS .

## Navires
| Nom      | N° de coque | Date de commande | Mise en service | Port d'attache | Statut     | Photo |
| -------- | ----------- | ---------------- | --------------- | -------------- | ---------- | ----- |
| Rauma    | 70          | 27 août 1987     | 18 octobre 1990 | Pansio         | en service |       |
| Raahe    | 71          |                  | 21 août 1991    | Pansio         | en service |       |
| Porvoo   | 72          |                  | 27 avril 1992   | Pansio         | en service |       |
| Naantali | 73          |                  | 23 juin 1992    | Pansio         | en service |       |

## Service
Les navires étaient stationnés dans l'escadron de garde de la flotte du golfe de Finlande, plus tard le 7e escadron de missiles de la zone de défense maritime du golfe de Finlande (Gulf of Finland Naval Command (en)) à Upinniemi. 
Après que l'escadron a reçu de nouveaux navires lance-missiles de classe Hamina au XXIe siècle, les navires lance-missiles de classe Rauma ont été transférés au 6ème escadron de missiles de la zone de défense maritime de l'archipel finlandais (Archipelago Sea Naval Command (en)) à Pansio.

## Galerie

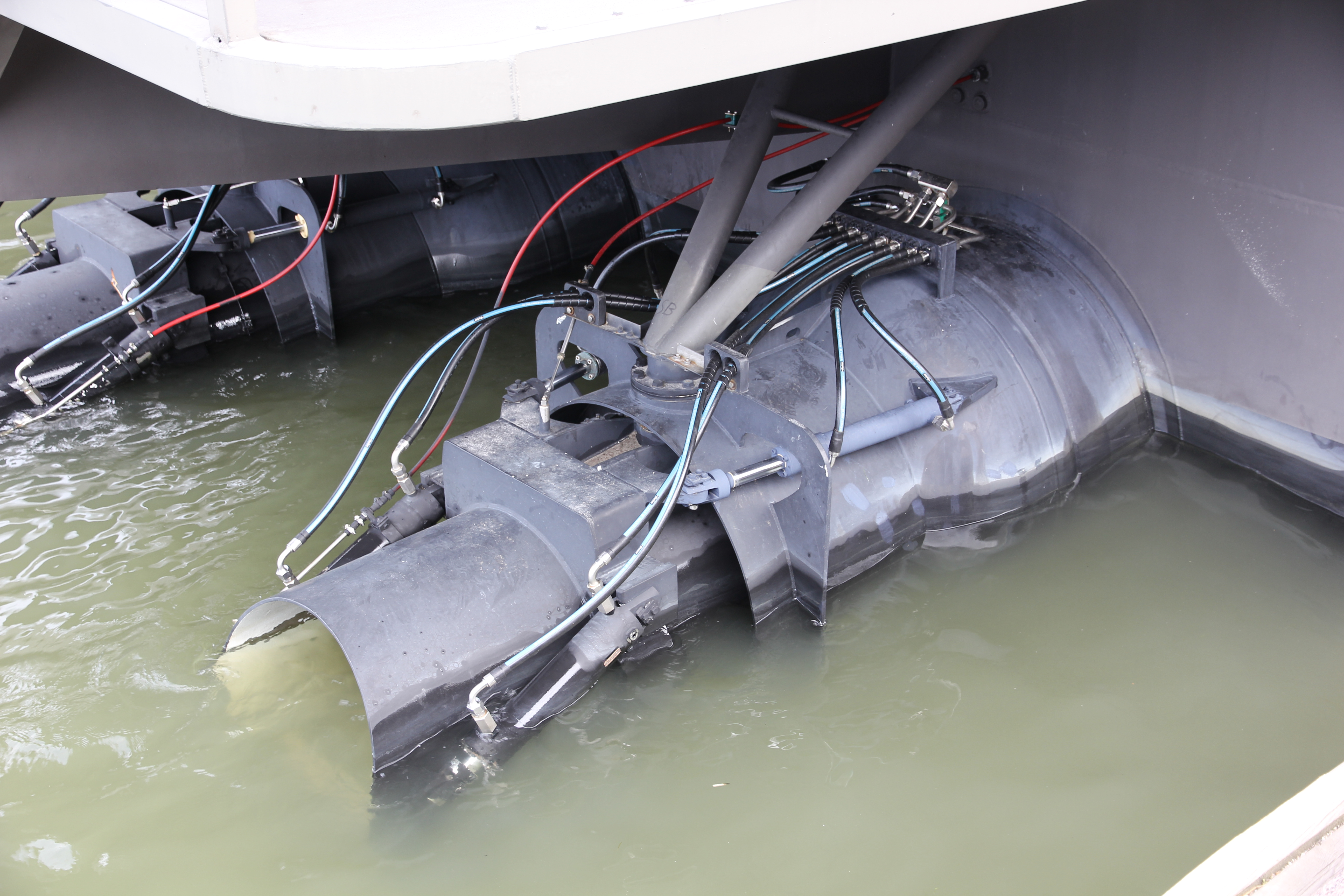
Les Hydrojets
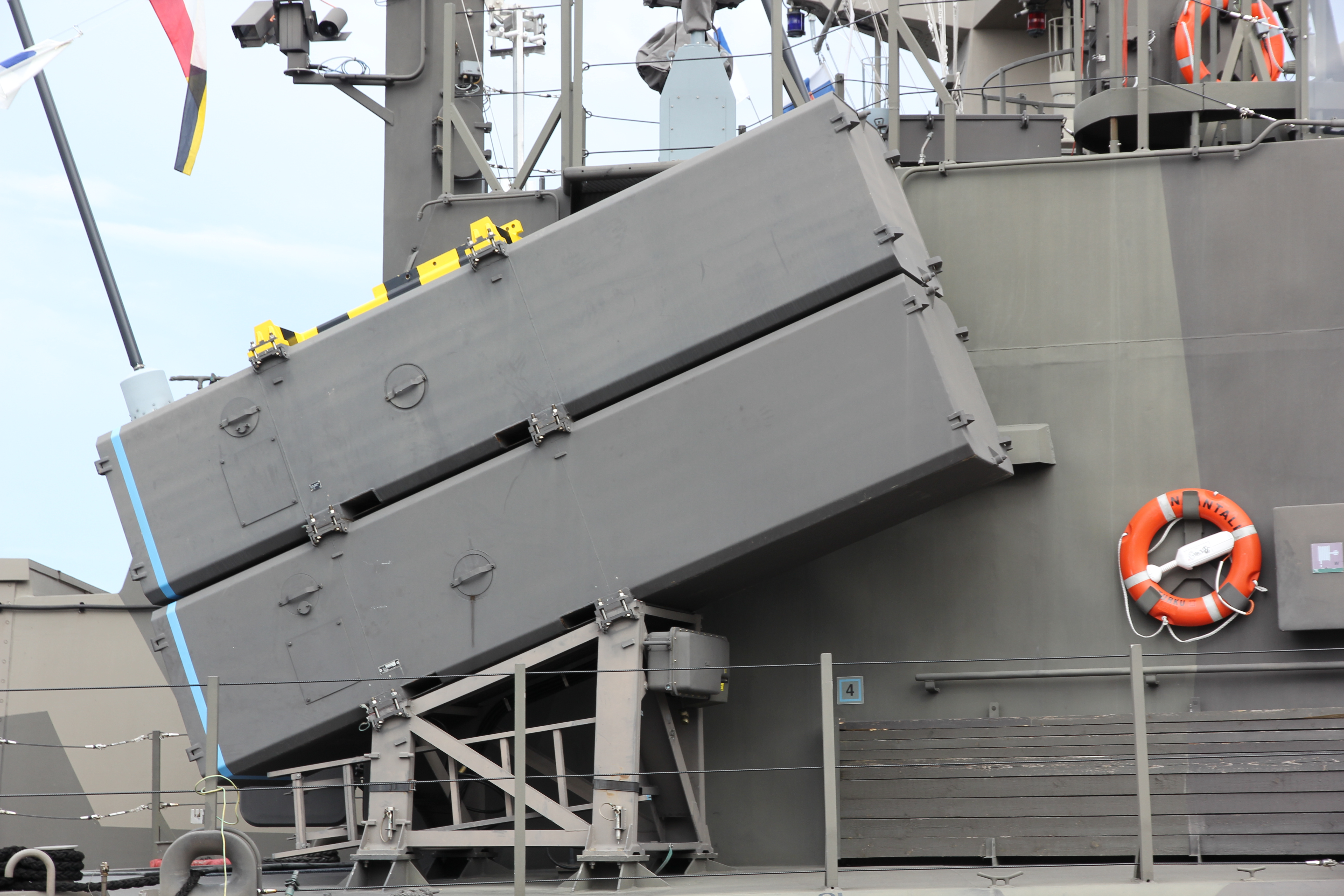
Lance-missile
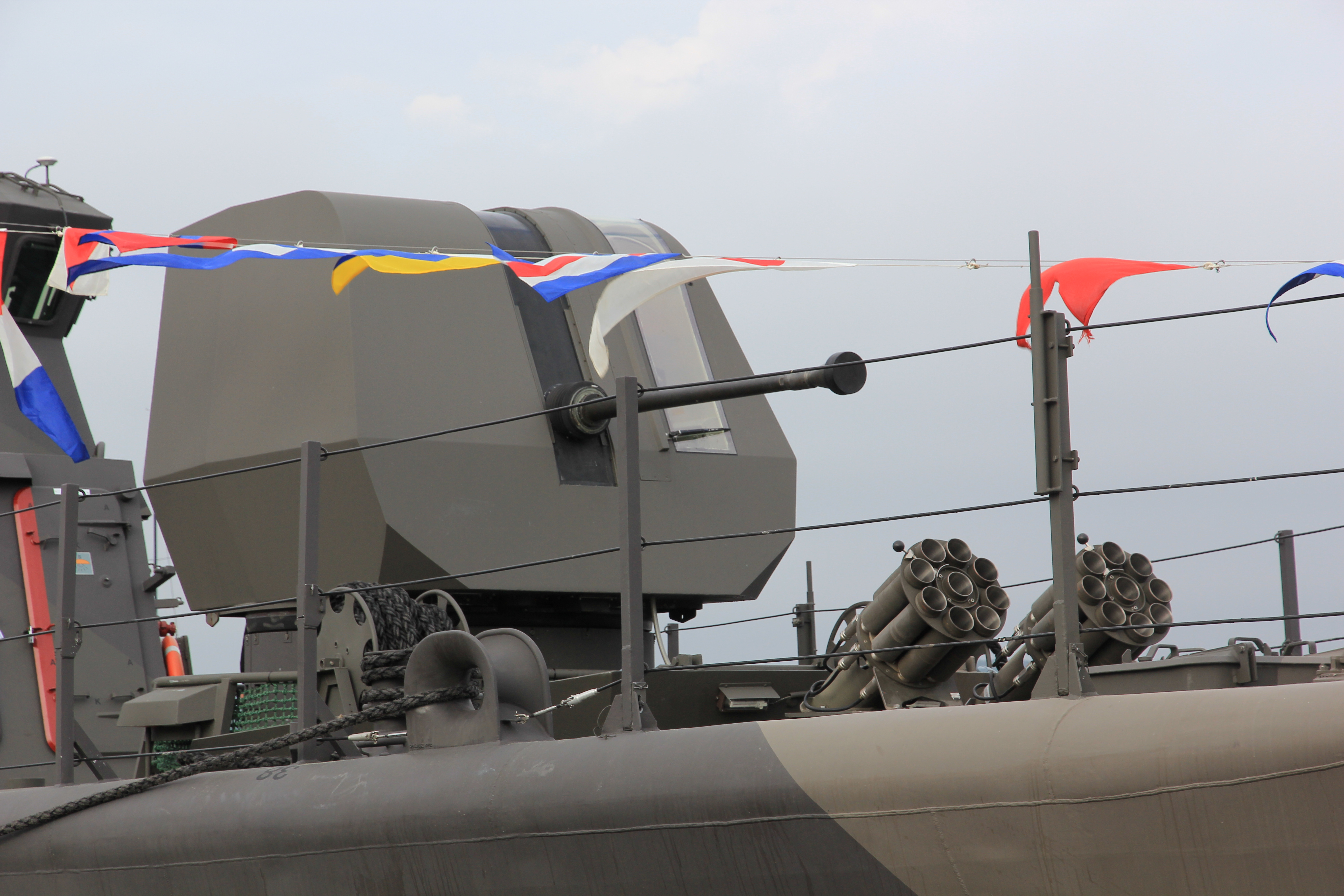
Canon de 40 mm et lance-roquettes
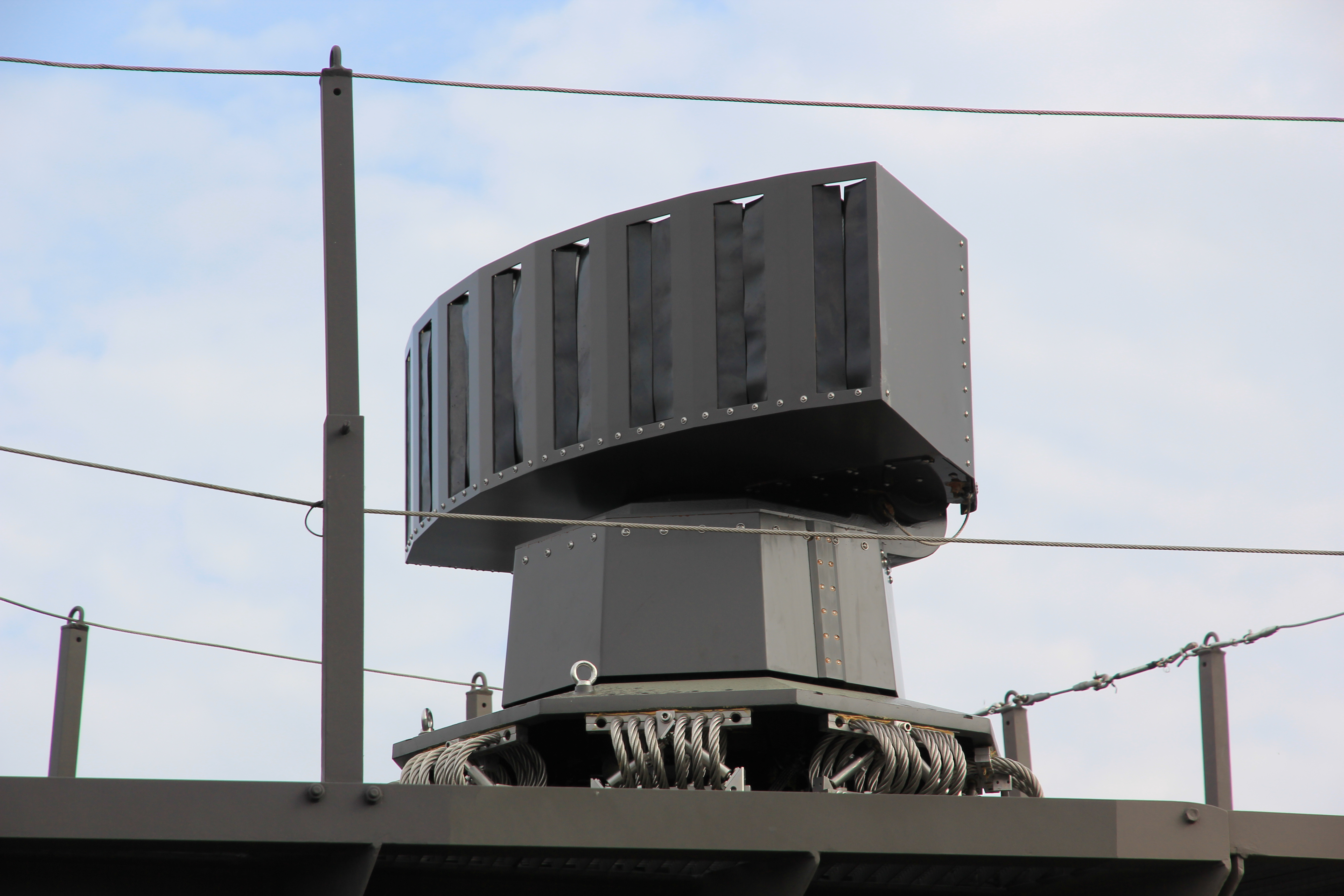
Système de lance-leurres MASS

### Articles externes
- (en) Rauma-class - Site navypedia